# 波罗格 (匈牙利)
波罗格（匈牙利語：Porrog），是匈牙利绍莫吉州所辖的一个村。总面积14.02平方公里，总人口243，人口密度17.3人/平方公里（2011年1月1日）。